# Institut international de journalisme
L'Institut international de journalisme ( IIJ, en allemand : Internationales Institut für Journalismus ) est une institution basée à Berlin qui propose une formation professionnelle aux journalistes du tiers monde et des pays en développement.
Selon le site Internet de l'IIJ, l'institution propose depuis 1964 une formation avancée aux journalistes de journaux et d'agences de pays « en développement, en transition et nouvellement industrialisés ». Depuis 2011, l'IIJ est un centre de compétence de la Deutsche Gesellschaft für Internationale Zusammenarbeit (GIZ).
- Reportages sensibles à la politique et aux conflits
- Journalisme économique et d'affaires
- Changement climatique et rapports environnementaux
- Journalisme multimédia et en ligne
- L'éthique des médias
- Gestion des médias.

Il précise que les cours ont pour but de promouvoir la liberté d'expression et de presse dans les pays partenaires, tout en contribuant à favoriser la démocratisation ainsi que le progrès social et économique.